# ناحیه پچ
ناحیهٔ پچ (به مجاری:  Pécsi járás) یک ناحیه در مجارستان است که در بارانیا واقع شده‌است. ناحیهٔ پچ ۶۲۳٫۰۷ کیلومتر مربع مساحت و ۱۸۹٬۰۳۶ نفر جمعیت دارد.